# Alibek Osmonov
Alibek Osmonov (Talas, 7 novembre 1996) è un lottatore kirghiso, specializzato nella lotta libera.

## Biografia
Ai Giochi della solidarietà islamica di Baku 2017 vinse la medaglia d'argento nel torneo dei 61 kg. Ai mondiali di Parigi 2017 si classificò trentesimo.
Ha rappresentato il Kirghizistan ai Giochi asiatici di Giacarta 2018 si classificò ottavo nella categoria dei 65 kg.
Ai campionati asiatici di Almaty 2021 giunse settimo. Ai mondiali di Oslo 2021 vinse il bronzo. 

## Palmarès
| Anno | Manifestazione                    | Sede        | Evento | Risultato | Note |
| ---- | --------------------------------- | ----------- | ------ | --------- | ---- |
| 2017 | Campionati asiatici               | Nuova Delhi | 61 kg  | 5º        |      |
| 2017 | Giochi della solidarietà islamica | Baku        | 61 kg  | Argento   |      |
| 2017 | Mondiali                          | Parigi      | 61 kg  | 30º       |      |
| 2018 | Giochi asiatici                   | Giacarta    | 65 kg  | 8º        |      |
| 2019 | Campionati asiatici U23           | Ulan Bator  | 65 kg  | 7º        |      |
| 2021 | Campionati asiatici               | Almaty      | 65 kg  | 7º        |      |
| 2021 | Mondiali                          | Oslo        | 65 kg  | Bronzo    |      |